# Gare de Luzy
Gare de Luzy vasútállomás Franciaországban, Luzy településen.

## Vasútvonalak
Az állomást az alábbi vasútvonalak érintik:
- Nevers-Chagny-vasútvonal

## Kapcsolódó állomások
A vasútállomáshoz az alábbi állomások vannak a legközelebb:
- Gare d’Étang-sur-Arroux (Gare de Chagny, Nevers-Chagny-vasútvonal)
- Gare de Cercy-la-Tour (Gare de Nevers, Nevers-Chagny-vasútvonal)